# Joan Castelló Rovira
Joan Castelló Rovira (Castelló de la Plana, 20 de novembre de 1939 - Arenys de Munt, 28 de novembre del 2002) va ser un comunicador i locutor català d'origen valencià.
Durant la seva trajectòria professional destaca per la contribucions que va fer en l'àmbit periodístic (més de 10.000 programes radiofònics i 200 televisius). Llicenciat en Ciències de la Informació per la Universitat Autònoma de Barcelona. La seva trajectòria professional davant el micròfon i les càmeres va des del 1966 fins a 1985 (any en què deixa Ràdio Barcelona de la Cadena Ser). També fou un dels pioners de la ràdio en català.
En la seva dilatada labor periodística ha ocupat diferents càrrecs i funcions en la ràdio i la televisió: Director i Presentador del programa De Bat a Bat a TVE en el circuit català amb un jove Manuel Campo Vidal de col·laborador. Creador, director i presentador de Noche de ronda, Directo, Hora trece, Radio Week-end amb Jordi González de col·laborador, Las cenas de la radio i Hora 25 on col·laboraba Joaquim Maria Puyal als esports.
Redactor d'una pàgina diària d'actualitat cultural a El Noticiero Universal entre el 1966 fins 1977.
Va escriure el llibre La Radio Amordazada (Sedmay Eidiciones) guanyador del Premi Honorífic en les segones Jornades Nacionals de la Ràdio que es va celebrar a Barcelona l'any 1976.
Ha estat guardonat amb quatre Premis Ondas el 1970 pel programa "Noche de Ronda", el 1974 pel programa "Directo", el 1980 pel programa "Impactos" i el 1982 pel programa "La Radio al Sol". Premio Virgen de la Mercè por el programa Hora Trece en 1971, Premio Ciudad de Barcelona en 1972 i Medalla de Turisme de la Generalitat de Catalunya en 1984.